# Зилязекулевский сельсовет
Зилязекулевский сельсове́т — упразднённая в 2008 году административно-территориальная единица и сельское поселение (тип муниципального образования) в составе Балтачевского района. Почтовый индекс — 452995. Код ОКАТО — 80208810000. Объединён с сельским поселением Нижнекарышевский сельсовет.

## Состав сельсовета
деревни Зилязекулево — административный центр, Кизганбашево, Начарово. До декабря 1986 года в состав сельсовета входила деревня Тузлукушево, исключенная из учетных данных Указом Президиума ВС Башкирской АССР от 12.12.1986 N 6-2/396 «Об исключении из учетных данных некоторых населенных пунктов»).

## История
Закон Республики Башкортостан от 19.11.2008 N 49-з «Об изменениях в административно-территориальном устройстве Республики Башкортостан в связи с объединением отдельных сельсоветов и передачей населённых пунктов», ст.1 п.8) б) гласил:

 "Внести следующие изменения в административно-территориальное устройство Республики Башкортостан:
 б) объединить Нижнекарышевский и Зилязекулевский сельсоветы с
сохранением наименования «Нижнекарышевский» с административным центром в
деревне Верхнекарышево.
Включить деревни Зилязекулево, Кизганбашево, Начарово Зилязекулевского сельсовета в состав Нижнекарышевского сельсовета.

Утвердить границы Нижнекарышевского сельсовета согласно представленной схематической карте.

Исключить из учётных данных Зилязекулевский сельсовет
На 2008 год граничил с муниципальными образованиями: Норкинский сельсовет, Нижнекарышевский сельсовет, с Бураевским районом («Закон Республики Башкортостан от 17.12.2004 N 126-з (ред. от 19.11.2008) „О границах, статусе и административных центрах муниципальных образований в Республике Башкортостан“»).